# 2016年リオデジャネイロパラリンピックのナミビア選手団
2016年リオデジャネイロパラリンピックのナミビア選手団（2016ねんリオデジャネイロパラリンピックのナミビアせんしゅだん）は、2016年9月7日から9月18日までブラジルのリオデジャネイロで開催された2016年リオデジャネイロパラリンピックナミビア選手団の名簿。

## 選手団
- 人員: 選手 9人

## メダル獲得者
| メダル   | 名前                 | 競技     | 種目              | 日付（現地） |
| -------- | -------------------- | -------- | ----------------- | ------------ |
| 金メダル | アナニアス・シコンゴ | 陸上競技 | 男子200m T11 視覚 | 9/15         |
| 銀メダル | ジョハンズ・ナンバラ | 陸上競技 | 男子100m T13 視覚 | 9/9          |
| 銀メダル | ジョハンズ・ナンバラ | 陸上競技 | 男子400m T13 視覚 | 9/15         |
| 銅メダル | アナニアス・シコンゴ | 陸上競技 | 男子100m T11 視覚 | 9/11         |
| 銅メダル | アナニアス・シコンゴ | 陸上競技 | 男子400m T11 視覚 | 9/17         |

## 種目別選手・スタッフ名簿及び成績

### 陸上競技
- アナニアス・シコンゴ
  - （男子100m T11 視覚）11秒11  銅メダル
  - （男子200m T11 視覚）22秒44 大会新  金メダル
  - （男子400m T11 視覚）50秒63 自己ベスト  銅メダル
- ジョハンズ・ナンバラ
  - （男子100m T13 視覚）10秒78  銀メダル
  - （男子400m T13 視覚）47秒21 自己ベスト  銀メダル
- エリアス・ヌディムルンデ
  - （男子100m T45/46/47 切断・機能）12秒68 予選敗退
  - （男子400m T45/46/47 切断・機能）棄権 予選敗退
- モーゼス・トビアス（男子200m T11 視覚）24秒17 予選敗退
- マーティン・アロイシアス
  - （男子400m T12 視覚）失格 予選敗退
  - （男子走り幅跳び T12 視覚）6.38m 11位
- 男子4×100mリレー T11-13 視覚 43秒66 4位
マーティン・アロイシアス、ヨハネス・ナンバラ、アナニアス・シコンゴ、モーゼス・トビアス
- ラジャ・イシティレ
  - （女子100m T11 視覚）12秒56 準決勝敗退
  - （女子200m T11 視覚）25秒37 準決勝敗退
  - （女子400m T11 視覚）58秒97 予選敗退
- ヨハンナ・ベンソン
  - （女子100m T37 脳性麻痺）14秒16 自己ベスト 7位
  - （女子400m T37 脳性麻痺）1分12秒35、8位
  - （女子走り幅跳び T37 脳性麻痺）3.61m 6位

### パワーリフティング
- ルーベン・ソロセブ（男子107kg級）190、9位

### 競泳
- ジデオン・ナシロウスキ（男子50m自由形 S3 運動機能）1分38秒21 予選敗退